# Pomník Ruské osvobozenecké armádě v Řeporyjích

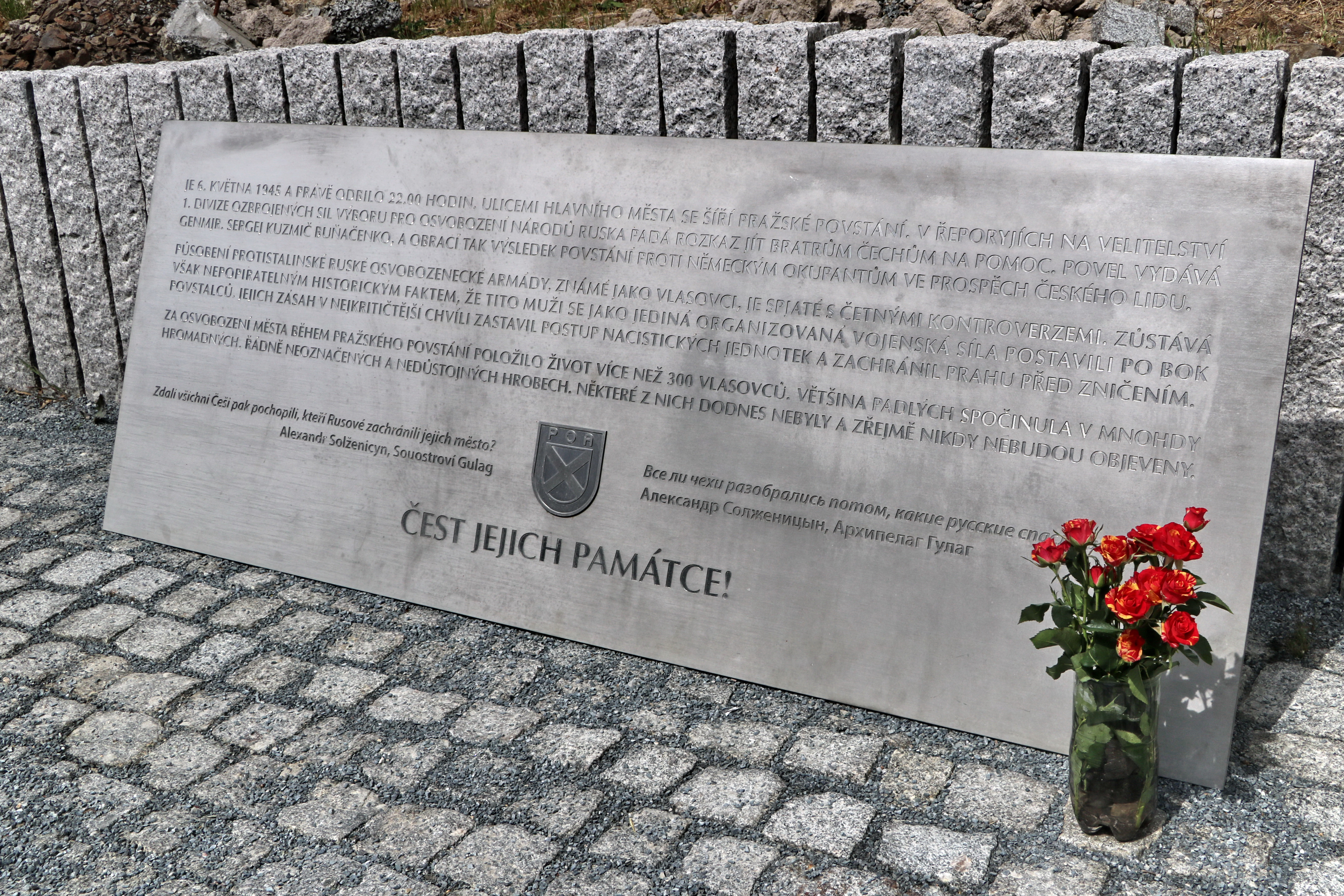
Pamětní deska, která je součástí památníku v Řeporyjích

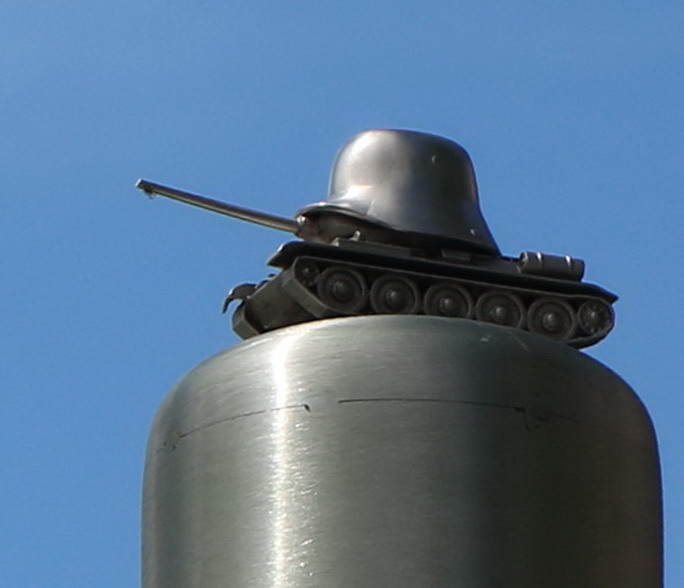
Detail plastiky sovětského tanku s přilbou

Pomník a pamětní deska Ruské osvobozenecké armádě v Praze-Řeporyjích byly odhaleny 30. dubna 2020, v roce 75. výročí Pražského povstání a osvobození Československa. Iniciátorem výstavby památníku byl řeporyjský starosta Pavel Novotný. Podle něj jej k myšlence přivedl podnět historika Pavla Žáčka, který se po celou dobu realizace podílel na věci jako zjevný konzultant a věc podpořil řadou veřejných vystoupení i osobní účastí na klíčovém jednání zastupitelstva, které se těšilo mimořádné pozornosti médií i veřejnosti.  Zakládem památníku je nerezová pamětní deska v severní části Řeporyjského náměstí. Součástí památníku je také umělecké dílo vytvořené autorem, který si nepřál být jmenován, ale dle všeho je jím sochař David Černý. 

## Plánování
Myšlenku vybudovat Ruské osvobozenecké armádě (ROA), která se podílela na osvobození Prahy, památník, přednesl na podzim roku 2019 starosta městské části Praha-Řeporyje Pavel Novotný. V souvislosti s tím byl také starosta Novotný na podzim 2019 přizván, aby se zúčastnil živého videohovoru s moderátory státní ruské televize Rossija 1 a vysvětlil záměr stavby památníku. Proti záměru výstavby pomníku členům ROA se vymezila Ruská federace, prostřednictvím svého velvyslanectví v České republice.
Dle vyjádření Novotného měl památník původně stát na spojnici ulic Smíchovská a Jáchymovská, ale nakonec bylo zvoleno místo na Řeporyjském náměstí, které si pro svoji reportáž vybral reportér ruské televize a tvrdil o něm, že bylo pro památník vybráno. Starosta Novotný konstatoval, že o umístění památníku tak vlastně rozhodla ruská televize. Dne 10. prosince 2019 schválilo vybudování památníku řeporyjské zastupitelstvo. Na zastupitelstvu bylo také schváleno, že umělecké dílo doplňující pamětní desku vytvoří umělec a sochař David Černý.
Pamětní desku z nerezu uhradila z většiny městská část. Po instalaci starosta uvedl, že deska stála 153 tisíc korun, úřad na ni vypsal poptávkové řízení a Řeporyje odmítly řadu nabídek na její financování. Umělecké dílo umístěné vedle desky hradil sponzor, který si nepřál být jmenován. Celkové náklady na vybudování památníku vyčíslil Novotný na necelých 200 tisíc.  Město zdarma zajistilo napojení místa na kamerový systém a systém samotný.

## Památník
Památník je na Řeporyjském náměstí od 30. dubna 2020, kdy oznámila městská část na sociálních sítích, že pamětní místo je hotovo a uveřejnila fotografie desky. U ní stojící plastiku ponechala bez komentáře. Sochař David Černý se k autorství plastiky dosud nepřihlásil, ale je zřejmá jak z předchozího usnesení zastupitelstva, tak z náznaků starosty a novinářů na sociálních sítích a v dalších zdrojích. David Černý navíc není bez dalších vazeb na Řeporyje, kde působí sochařské studio Bubec jeho přítele Čestmíra Sušky, se starostou - stejně jako s dalším zdejším rodákem Janem Hřebejkem - se přátelí a jemu blízká developerská společnost zde nově coby nájemce provozuje heliport, který Černý využívá pro svůj vrtulník. Na rozdíl od sochařova domnělého autorství plastiky, které umělec i městská část nevyvrací, je dle starosty anonymita jejího sponzora, kterým by mohl být právě Černému blízký developer, společnost Trigema, smluvně ošetřena a městská část ji přijala jako dar.  
Pamětní místo sestává z pamětní desky a z tři metry vysokého kovového stožáru, na jehož vrcholu je umístěna drobná plastika sovětského tanku s německou přilbou, zhruba velikosti dlaně. Na desce je umístěn citát z knihy Souostroví Gulag od autora Alexandra Solženicyna Zdali všichni Češi pak pochopili, kteří Rusové zachránili jejich město?
Je 6. května 1945 a právě odbilo 22.00 hodin. Ulicemi hlavního města se šíří Pražské povstání. V Řeporyjích na velitelství / 1. divize ozbrojených sil Výboru pro osvobození národů Ruska padá rozkaz jít bratrům Čechům na pomoc. Povel vydává / genmjr. Sergej Kuzmič Buňačenko. A obrací tak výsledek povstání proti německým okupantům ve prospěch českého lidu. // Působení protistalinské Ruské osvobozenecké armády, známé jako vlasovci, je spjaté s četnými kontroverzemi. Zůstává / však nepopiratelným historickým faktem, že tito muži se jako jediná organizovaná vojenská síla postavili po bok / povstalců. Jejich zásah v nejkritičtější chvíli zastavil postup nacistických jednotek a zachránil Prahu před zničením. // Za osvobození města během Pražského povstání položilo život více než 300 vlasovců. Většina padlých spočinula v mnohdy / hromadných, řádně neoznačených a nedůstojných hrobech. Některé z nich dodnes nebyly a zřejmě nikdy nebudou objeveny. // Čest jejich památce! 
 , Text na doprovodné pamětní desce,  